# Santiago de Cuba (provincie)

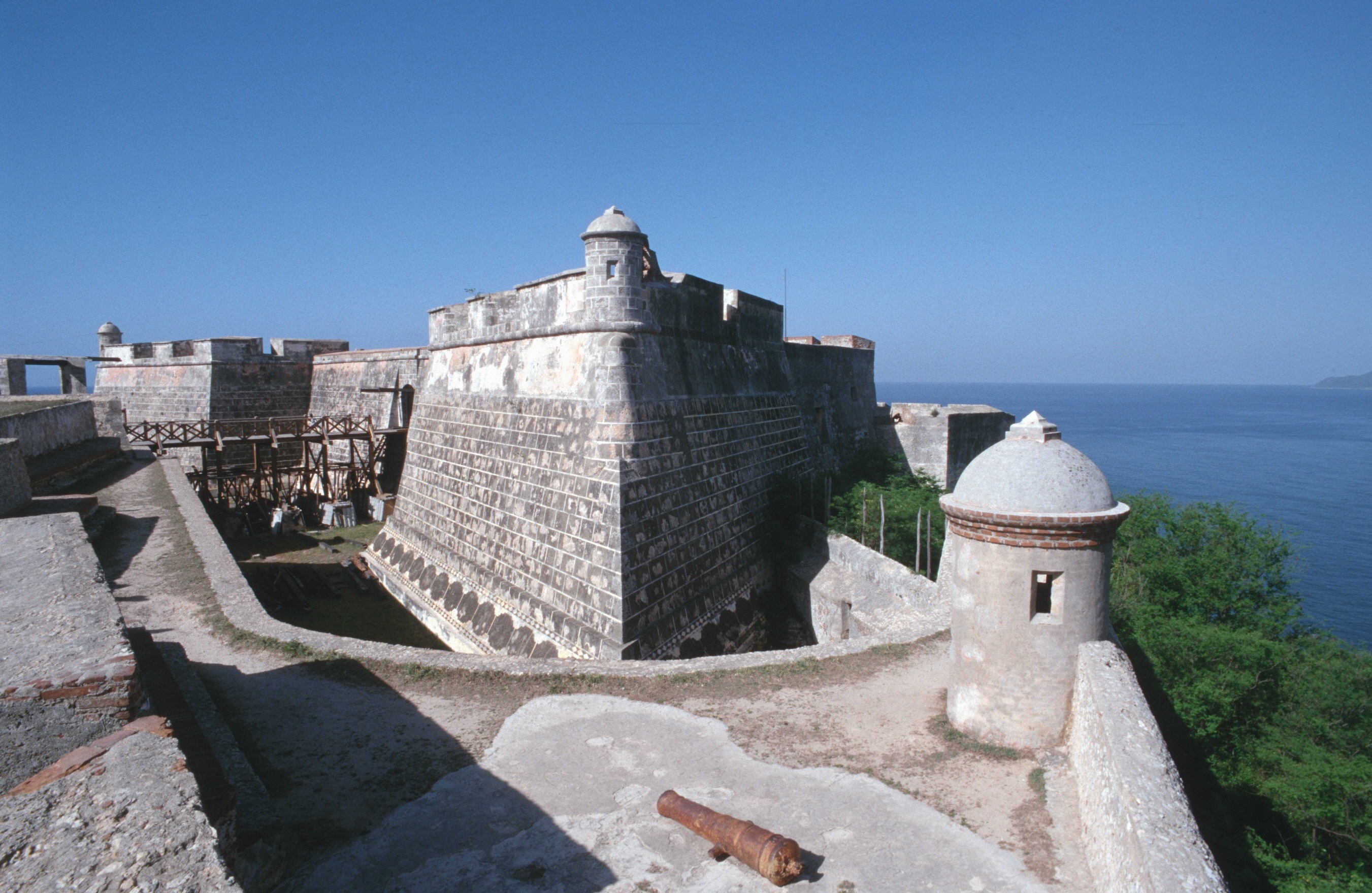
Castillo del Morro, Santiago de Cuba

Santiago de Cuba is een van de vijftien provincies van Cuba, gelegen aan de zuidkust van het eiland Cuba. De hoofdstad is de gelijknamige stad Santiago de Cuba, de voormalige Cubaanse hoofdstad die tegenwoordig de tweede stad van Cuba is, na de hoofdstad Havana.
De provincie bestrijkt een oppervlakte van 6200 km², ruim 5,72% van Cuba. Met een miljoen inwoners (2015) is het de op een na volkrijkste provincie; alleen Havana heeft meer inwoners. Ruim 9,27% van de Cubanen woont in de provincie Santiago de Cuba.
Behalve de provinciehoofdstad zijn er nog twee grote gemeenten: Palma Soriano (125.000 inwoners), Contramaestre (107.000).

## Geschiedenis
Santiago de Cuba is een bergachtige provincie (Sierra Maestra); de bergen waren een belangrijk strijdtoneel tijdens de Cubaanse Revolutie en opstanden in de 19e eeuw.
Tot 1976 maakte de provincie Santiago de Cuba met vier andere provincies deel uit van de provincie Oriente. Oriente heette tot 1905 Santiago de Cuba, maar besloeg een veel groter gebied dan de huidige provincie.

## Economie
De provincie heeft veel bronnen waar men ijzer en nikkel vindt. De economie rust echter vooral op de landbouw, met grote bananen-, cacao- en koffieplantages. In en rondom de hoofdstad is er industrie en toerisme.

## Gemeenten
De provincie bestaat uit negen gemeenten:
- Chivirico
- Contramaestre
- Cruce de los Baños
- La Maya
- Mayarí Arriba
- Mella
- Palma Soriano
- San Luis
- Santiago de Cuba

Artemisa · Camagüey · Ciego de Ávila · Cienfuegos · Guantánamo · Granma · Havana · Holguín · Las Tunas · Matanzas · Mayabeque · Pinar del Río · Sancti Spíritus · Santiago de Cuba · Villa Clara